# Kurija Lipa
Kurija Lipa je kurija koja se nalazi u naselju Lipa koja je u sastavu općine Generalski stol, zaštićeno kulturno dobro.

## Opis dobra
Kurija i dvije gospodarske prizemnice ograđene kamenom ogradom otvorenom kolnim ulazom na južnoj strani i manjim otvorom kojim se dolazi na obalu rijeke na sjevernoj strani, smještene uz rijeku Dobru, u blizini i podno župne crkve. Imanje Lipa u blizini nekadašnjeg istoimenog trgovišta u posjedu Frankopana dala je sagraditi obitelj pl. Lovinčića u 18. st. Obzirom na smještaj uz most, na važnom trgovačkom putu, pretpostavlja se da je na mjestu kurije bila stražarska kula, pa mitnica koje su kao izvorna stuuktura ugrađene u današnju građevinu. Sama kurija je prizemnica građena kamenom, skromnije arhitektonske koncepcije, jednostavnog vanjskog oblikovanja.

## Zaštita
Pod oznakom Z-4806 zaveden je kao nepokretno kulturno dobro – pojedinačno, pravna statusa zaštićena kulturnog dobra, klasificirano kao "profana graditeljska baština".